# Weltmeisterschaften im Gewichtheben 1991
Die 5. Weltmeisterschaften im Gewichtheben der Frauen und 64. Weltmeisterschaften im Gewichtheben der Männer fanden vom 27. September bis 6. Oktober 1991 in der deutschen Stadt Donaueschingen statt. An den erstmals gemeinsam von der International Weightlifting Federation (IWF) im Zweikampf (Reißen und Stoßen) ausgetragenen Wettkämpfen nahmen 108 Gewichtheberinnen aus 24 Nationen und 200 Gewichtheber aus 40 Nationen teil.

## Medaillengewinner

### Männer

#### Klasse bis 52 Kilogramm
| Disziplin | Gold          | Gold     | Silber             | Silber   | Bronze             | Bronze   |
| --------- | ------------- | -------- | ------------------ | -------- | ------------------ | -------- |
| Reißen    | Zhang Zairong | 120,5 kg | Iwan Iwanow        | 117,5 kg | Sewdalin Mintschew | 115,0 kg |
| Stoßen    | Iwan Iwanow   | 155,5 kg | Sewdalin Mintschew | 142,5 kg | Zhang Shoulie      | 142,5 kg |
| Zweikampf | Iwan Iwanow   | 272,5 kg | Sewdalin Mintschew | 257,5 kg | Zhang Zairong      | 255,0 kg |

#### Klasse bis 56 Kilogramm
| Disziplin | Gold            | Gold     | Silber       | Silber   | Bronze          | Bronze   |
| --------- | --------------- | -------- | ------------ | -------- | --------------- | -------- |
| Reißen    | Liu Shoubin     | 135,0 kg | Luo Jianming | 130,0 kg | Chun Byung-kwan | 130,0 kg |
| Stoßen    | Chun Byung-kwan | 165,0 kg | Liu Shoubin  | 157,5 kg | Luo Jianming    | 147,5 kg |
| Zweikampf | Chun Byung-kwan | 295,0 kg | Liu Shoubin  | 292,5 kg | Luo Jianming    | 277,5 kg |

#### Klasse bis 60 Kilogramm
| Disziplin | Gold              | Gold     | Silber          | Silber   | Bronze          | Bronze   |
| --------- | ----------------- | -------- | --------------- | -------- | --------------- | -------- |
| Reißen    | Naim Süleymanoğlu | 137,5 kg | He Yingqiang    | 132,5 kg | Jurik Sarkisjan | 132,5 kg |
| Stoßen    | Naim Süleymanoğlu | 172,5 kg | Jurik Sarkisjan | 170,0 kg | He Yingqiang    | 160,0 kg |
| Zweikampf | Naim Süleymanoğlu | 310,0 kg | Jurik Sarkisjan | 302,5 kg | He Yingqiang    | 292,5 kg |

#### Klasse bis 67,5 Kilogramm
| Disziplin | Gold          | Gold     | Silber             | Silber   | Bronze        | Bronze   |
| --------- | ------------- | -------- | ------------------ | -------- | ------------- | -------- |
| Reißen    | Kim Myong-nam | 160,0 kg | Israjel Militosjan | 160,0 kg | Joto Jotow    | 155,0 kg |
| Stoßen    | Ri Hi-bong    | 190,0 kg | Joto Jotow         | 190,0 kg | Wang Yong     | 185,0 kg |
| Zweikampf | Joto Jotow    | 345,0 kg | Israjel Militosjan | 345,0 kg | Kim Myong-nam | 340,0 kg |

#### Klasse bis 75 Kilogramm
| Disziplin | Gold       | Gold     | Silber           | Silber   | Bronze           | Bronze   |
| --------- | ---------- | -------- | ---------------- | -------- | ---------------- | -------- |
| Reißen    | Lu Gang    | 157,5 kg | Pablo Lara       | 157,5 kg | Roman Sewostejew | 157,5 kg |
| Stoßen    | Pablo Lara | 197,5 kg | Roman Sewostejew | 195,0 kg | Rumen Stoyanov   | 192,5 kg |
| Zweikampf | Pablo Lara | 355,0 kg | Roman Sewostejew | 352,5 kg | Fedor Casapu     | 342,5 kg |

#### Klasse bis 82,5 Kilogramm
| Disziplin | Gold                | Gold     | Silber              | Silber   | Bronze              | Bronze   |
| --------- | ------------------- | -------- | ------------------- | -------- | ------------------- | -------- |
| Reißen    | Oleksandr Blyshchyk | 167,5 kg | Ibragim Samadow     | 162,5 kg | Marc Huster         | 160,0 kg |
| Stoßen    | Ibragim Samadow     | 205,0 kg | Cai Yanshu          | 200,0 kg | Oleksandr Blyshchyk | 200,0 kg |
| Zweikampf | Ibragim Samadow     | 367,5 kg | Oleksandr Blyshchyk | 367,5 kg | Plamen Bratojtschew | 357,5 kg |

#### Klasse bis 90 Kilogramm
| Disziplin | Gold          | Gold     | Silber          | Silber   | Bronze          | Bronze   |
| --------- | ------------- | -------- | --------------- | -------- | --------------- | -------- |
| Reißen    | Sergei Syrzow | 185,0 kg | Iwan Tschakarow | 180,0 kg | Pedro Rodríguez | 177,5 kg |
| Stoßen    | Sergei Syrzow | 225,0 kg | Kim Byung-chan  | 212,5 kg | Iwan Tschakarow | 210,0 kg |
| Zweikampf | Sergei Syrzow | 410,0 kg | Iwan Tschakarow | 390,0 kg | Kim Byung-chan  | 387,5 kg |

#### Klasse bis 100 Kilogramm
| Disziplin | Gold         | Gold     | Silber             | Silber   | Bronze               | Bronze   |
| --------- | ------------ | -------- | ------------------ | -------- | -------------------- | -------- |
| Reißen    | Igor Sadykov | 185,0 kg | Waldemar Malak     | 172,5 kg | Włodzimierz Ostapski | 172,5 kg |
| Stoßen    | Igor Sadykov | 230,0 kg | Francis Tournefier | 215,0 kg | Omar Semanat         | 212,5 kg |
| Zweikampf | Igor Sadykov | 415,0 kg | Ivalin Raychev     | 385,0 kg | Francis Tournefier   | 382,5 kg |

#### Klasse bis 110 Kilogramm
| Disziplin | Gold         | Gold     | Silber       | Silber   | Bronze          | Bronze   |
| --------- | ------------ | -------- | ------------ | -------- | --------------- | -------- |
| Reißen    | Artur Akojew | 195,0 kg | Ronny Weller | 190,0 kg | Yuri Dandik     | 185,0 kg |
| Stoßen    | Artur Akojew | 232,5 kg | Ronny Weller | 230,0 kg | Frank Seipelt   | 215,0 kg |
| Zweikampf | Artur Akojew | 427,5 kg | Ronny Weller | 420,0 kg | Ernesto Montoya | 387,5 kg |

#### Klasse über 110 Kilogramm
| Disziplin | Gold                  | Gold     | Silber            | Silber   | Bronze         | Bronze   |
| --------- | --------------------- | -------- | ----------------- | -------- | -------------- | -------- |
| Reißen    | Aleksandr Kurlowitsch | 205,0 kg | Manfred Nerlinger | 185,0 kg | Martin Zawieja | 180,0 kg |
| Stoßen    | Aleksandr Kurlowitsch | 250,0 kg | Manfred Nerlinger | 240,0 kg | Kim Tae-hyun   | 225,0 kg |
| Zweikampf | Aleksandr Kurlowitsch | 455,0 kg | Manfred Nerlinger | 425,0 kg | Kim Tae-hyun   | 400,0 kg |

### Frauen

#### Klasse bis 44 Kilogramm
| Disziplin | Gold     | Gold     | Silber         | Silber   | Bronze        | Bronze   |
| --------- | -------- | -------- | -------------- | -------- | ------------- | -------- |
| Reißen    | Xing Fen | 67,5 kg  | Kunjarani Devi | 62,5 kg  | Satomi Saito  | 60,0 kg  |
| Stoßen    | Xing Fen | 95,5 kg  | Kunjarani Devi | 80,0 kg  | Sibby Flowers | 80,0 kg  |
| Zweikampf | Xing Fen | 162,5 kg | Kunjarani Devi | 142,5 kg | Sibby Flowers | 140,0 kg |

#### Klasse bis 48 Kilogramm
| Disziplin | Gold             | Gold     | Silber           | Silber   | Bronze           | Bronze   |
| --------- | ---------------- | -------- | ---------------- | -------- | ---------------- | -------- |
| Reißen    | Isabela Dragnewa | 75,0 kg  | Liao Shuping     | 72,5 kg  | Chu Nan-mei      | 65,0 kg  |
| Stoßen    | Liao Shuping     | 98,0 kg  | Isabela Dragnewa | 95,0 kg  | Donka Mintschewa | 87,5 kg  |
| Zweikampf | Isabela Dragnewa | 170,0 kg | Liao Shuping     | 170,0 kg | Donka Mintschewa | 152,5 kg |

#### Klasse bis 52 Kilogramm
| Disziplin | Gold        | Gold     | Silber        | Silber   | Bronze           | Bronze   |
| --------- | ----------- | -------- | ------------- | -------- | ---------------- | -------- |
| Reißen    | Peng Liping | 80,0 kg  | Robin Byrd    | 77,5 kg  | Janeta Georgieva | 75,0 kg  |
| Stoßen    | Peng Liping | 108,0 kg | Hiromi Uemura | 95,0 kg  | Robin Byrd       | 92,5 kg  |
| Zweikampf | Peng Liping | 187,5 kg | Robin Byrd    | 170,0 kg | Hiromi Uemura    | 167,5 kg |

#### Klasse bis 56 Kilogramm
| Disziplin | Gold       | Gold     | Silber       | Silber   | Bronze       | Bronze   |
| --------- | ---------- | -------- | ------------ | -------- | ------------ | -------- |
| Reißen    | Sun Caiyan | 85,0 kg  | Nancy Niro   | 80,0 kg  | Neli Yankova | 80,0 kg  |
| Stoßen    | Sun Caiyan | 108,0 kg | Neli Yankova | 100,0 kg | Mami Abe     | 97,5 kg  |
| Zweikampf | Sun Caiyan | 192,5 kg | Neli Yankova | 180,0 kg | Nancy Niro   | 175,0 kg |

#### Klasse bis 60 Kilogramm
| Disziplin | Gold      | Gold     | Silber      | Silber   | Bronze            | Bronze   |
| --------- | --------- | -------- | ----------- | -------- | ----------------- | -------- |
| Reißen    | Han Lixia | 87,5 kg  | Won Soon-yi | 87,5 kg  | Daniela Kerkelowa | 80,0 kg  |
| Stoßen    | Han Lixia | 110,0 kg | Won Soon-yi | 107,5 kg | Daniela Kerkelowa | 102,5 kg |
| Zweikampf | Han Lixia | 197,5 kg | Won Soon-yi | 195,0 kg | Daniela Kerkelowa | 182,5 kg |

#### Klasse bis 67,5 Kilogramm
| Disziplin | Gold   | Gold     | Silber      | Silber   | Bronze       | Bronze   |
| --------- | ------ | -------- | ----------- | -------- | ------------ | -------- |
| Reißen    | Lei Li | 95,0 kg  | Kumi Haseba | 87,5 kg  | Kim Dong-hee | 87,5 kg  |
| Stoßen    | Lei Li | 115,0 kg | Kumi Haseba | 110,0 kg | Kim Dong-hee | 107,5 kg |
| Zweikampf | Lei Li | 210,0 kg | Kumi Haseba | 197,5 kg | Kim Dong-hee | 195,0 kg |

#### Klasse bis 75 Kilogramm
| Disziplin | Gold                | Gold     | Silber              | Silber   | Bronze       | Bronze   |
| --------- | ------------------- | -------- | ------------------- | -------- | ------------ | -------- |
| Reißen    | Milena Trendafilova | 105,0 kg | Zhang Xiaoli        | 105,0 kg | Mária Takács | 90,0 kg  |
| Stoßen    | Zhang Xiaoli        | 137,5 kg | Milena Trendafilova | 115,0 kg | Mária Takács | 112,5 kg |
| Zweikampf | Zhang Xiaoli        | 242,5 kg | Milena Trendafilova | 220,0 kg | Mária Takács | 202,5 kg |

#### Klasse bis 82,5 Kilogramm
| Disziplin | Gold          | Gold     | Silber        | Silber   | Bronze        | Bronze   |
| --------- | ------------- | -------- | ------------- | -------- | ------------- | -------- |
| Reißen    | María Urrutia | 107,5 kg | Li Hongling   | 102,5 kg | Chen Shu-chih | 100,0 kg |
| Stoßen    | Li Hongling   | 138,0 kg | María Urrutia | 132,5 kg | Chen Shu-chih | 120,0 kg |
| Zweikampf | Li Hongling   | 240,0 kg | María Urrutia | 240,0 kg | Chen Shu-chih | 220,0 kg |

#### Klasse über 82,5 Kilogramm
| Disziplin | Gold      | Gold     | Silber        | Silber   | Bronze       | Bronze   |
| --------- | --------- | -------- | ------------- | -------- | ------------ | -------- |
| Reißen    | Li Yajuan | 113,0 kg | Carla Garrett | 100,0 kg | Erika Takács | 95,0 kg  |
| Stoßen    | Li Yajuan | 143,0 kg | Carla Garrett | 132,5 kg | Erika Takács | 125,0 kg |
| Zweikampf | Li Yajuan | 255,0 kg | Carla Garrett | 232,5 kg | Erika Takács | 220,0 kg |